# The Worst Week of My Life
The Worst Week of My Life is een Britse sitcom, die voor het eerst werd uitgezonden in maart 2004 op BBC One. Een tweede seizoen volgde in 2005, en een kerstspecial in december 2006. De serie is geschreven door Mark Bussell en Justin Sbresni.
In Nederland wordt de serie uitgezonden op Comedy Central, in Vlaanderen op Eén.

## Verhaal

### Seizoen 1
Howard Steel, een uitgever, staat op het punt in het huwelijk te treden met zijn verloofde Mel, de dochter van een vooraanstaande rechter genaamd Dick Cook. De week voor het huwelijk brengen ze bij Mels ouders door, waar voor Howard alles wat fout kan gaan ook fout gaat. Zo probeert Cassie, een collega met wie Howard twee jaar terug in een dronken bui een onenightstand had, hem terug te winnen en zijn huwelijk te saboteren. Howard doodt ook per ongeluk de hond van het gezin en door zijn toedoen belandt Mels grootmoeder in het ziekenhuis. Uiteindelijk gaat het huwelijk gewoon door.

### Seizoen 2
In de tweede serie verwachten Howard en Mel hun eerste kind. Deze serie focust op de laatste week voor de geboorte. Wederom zit het Howard niet mee. Hij wordt op zijn werk beschuldigd van seksuele intimidatie en verbrandt per ongeluk zijn schoonvaders onderscheiding van Commandeur in de Orde van het Britse Rijk ("CBE") op de barbecue. Howard en Mels kind blijkt een meisje te zijn, dat ze de naam Emily geven.

### The Worst Christmas of My Life
Een drie afleveringen tellende special gemaakt voor Kerstmis 2006.

## Rolverdeling en personages
- Ben Miller als Howard Steel: een onhandige uitgever die zichzelf altijd in lastige situaties weet te werken. Zijn pogingen deze situaties weer op te lossen zorgen doorgaans enkel voor meer ellende.
- Sarah Alexander als Mel Cook: Howards verloofde in seizoen 1 en vrouw in seizoen 2. Ze houdt erg van Howard ondanks zijn tekortkomingen. Wel kan ze op den duur haar geduld met hem verliezen.
- Alison Steadman als Angela Cook: Mels moeder. Ze maakt zich vooral zorgen om de indruk die Howard en zijn blunders maken op de gasten in haar huis.
- Geoffrey Whitehead als Dick Cook: een rechter van de hoge raad. Hij heeft het niet zo op Howard en kan maar niet begrijpen waarom zijn dochter met hem wil trouwen.
- Janine Duvitski als Eve, Howards assistent.
- Ronald Pickup als Fraser Cook, Dicks broer. Hij is geobsedeerd door de tijd dat hij in het leger diende en geeft vaak nutteloos advies.
- Raquel Cassidy als Cassie Turner, Howards collega met wie hij ooit een onenightstand heeft gehad. Ze kan niet accepteren dat hij wil trouwen met Mel en probeert ten koste van alles zelf met hem te trouwen.

## Internationale versies
In 2007 werd voor de Duitse televisie een remake gemaakt van het eerste seizoen getiteld Hilfe! Hochzeit! Die schlimmste Woche meines Lebens. De hoofdrol werd vertolkt door Christoph Maria Herbst.
In 2005 maakte Fox een pilotaflevering voor een eventuele Amerikaanse remake van de serie, maar deze is nooit gemaakt. In 2008 kwam CBS met een Amerikaanse remake van de serie getiteld Worst Week..